# Lawless Range
Pour plus de détails, voir Fiche technique et Distribution.
Lawless Range est un western américain réalisé par Robert N. Bradbury, sorti en 1935.
Son scénario relativement simple (voire manichéen) est compensé par une image noir et blanc des plus remarquables signée Archie Stout - lequel travaillera plus tard avec John Ford - et par la présence de John Wayne, dans le rôle d'un as du rodéo qui part dans le désert à la recherche d'un ami de son père.

## Synopsis
John Middleton enquête sur le vol de bétail lorsqu'il est capturé et jeté dans une grotte avec Emmett, un éleveur qui a disparu plus tôt. Ils s'entraident et apprennent qu'un banquier local tente de faire fuir tout le monde pour s'emparer de mines d'or secrètes.

## Fiche technique
- Titre original : Lawless Range
- Réalisation : Robert N. Bradbury
- Scénario : Lindsley Parsons, d'après une histoire qu'il a écrite
- Photographie : Archie Stout
- Son : Dave Stoner
- Montage : Carl Pierson
- Musique : Sam Perry, Clifford Vaughan
- Production : Paul Malvern
- Société de production : Republic Pictures
- Société de distribution : Republic Pictures
- Pays de production :  États-Unis
- Langue originale : anglais
- Format : noir et blanc — 35 mm — 1,37:1 — son Mono (Balsley & Phillips Recording System)
- Genre : Western
- Durée : 53 minutes
- Date de sortie :
  - États-Unis : 4 novembre 1935

## Distribution
- John Wayne : John Middleton / John Allen
- Sheila Bromley : Ann Mason
- Frank McGlynn Jr. : Frank Carter
- Jack Curtis : le marshall
- Wally Howe : Hank Mason
- Julia Griffith : Marie Mason
- Yakima Canutt : Joe Burns
- Earl Dwire : Emmett

## Chansons du film
- On the Banks of the San Juan : paroles et musique de The Wranglers
- The Girl I Loved Long Ago : paroles et musique de Robert N. Bradbury